# Nika Ninua
Nikolos „Nika“ Ninua (georgisch ნიკოლოზ  „ნიკა“  ნინუა, FIFA-Schreibweise nach engl. Transkription: Nikoloz “Nika” Ninua; * 22. Juni 1999 in Tiflis) ist ein georgischer Fußballspieler, der seit August 2020 beim griechischen Erstligisten PAOK Thessaloniki unter Vertrag steht. Der Mittelfeldspieler ist seit September 2018 georgischer U21-Nationalspieler.

## Karriere

### Verein
Der in der georgischen Hauptstadt Tiflis geborene Nika Ninua entstammt der Nachwuchsabteilung von Dinamo Tiflis, wo er zum Spieljahr 2016 einen professionellen Vertrag unterzeichnete und in die erste Mannschaft befördert wurde. Am 6. November 2016 (12. Spieltag) debütierte er beim 1:0-Auswärtssieg gegen den FC Schukura Kobuleti in der höchsten georgischen Spielklasse, als er in der 93. Spielminute für Lascha Parunaschwili eingewechselt wurde. In den nächsten Ligapartien wurde der Mittelfeldspieler regelmäßig berücksichtigt und er beendete die Saison somit mit sechs Einsätzen. Zu Beginn der nächsten Spielzeit 2017 wurde er jedoch nur sporadisch eingesetzt. Dies änderte sich beim 5:0-Heimsieg gegen den Stadtrivalen FC Saburtalo Tiflis am 17. Juni 2017 (17. Spieltag), bei dem er kurz nach seiner Einwechslung sein erstes Tor erzielen und einen weiteren Treffer von Giorgi Papunaschwili vorbereiten konnte. In den nächsten Ligaspielen startete er regelmäßig, im September fiel er aber wieder aus der ersten Elf. Mit Dinamo errang er in dieser Saison die Vizemeisterschaft und steuerte dazu in 14 Ligaeinsätzen einen Treffer und eine Torvorlage bei.
In der nächsten Spielzeit 2018 gelang ihm der endgültige Durchbruch als Stammspieler. Erneut klassierte er sich mit den Blau-Weißen an der zweiten Tabellenposition. Er absolvierte in diesem Spieljahr 29 Ligaspiele, in denen er drei Tore und genauso viele Assists sammeln konnte. Seine Quote an Torbeteiligungen konnte er in der darauffolgenden Saison 2019 steigern. Am 4. August 2019 (22. Spieltag) erzielte er beim 6:0-Auswärtssieg gegen Lokomotive Tiflis einen Doppelpack und bereitete zusätzlich zwei weitere Treffer vor. Mit acht Toren und zehn Vorlagen in 31 Ligaeinsätzen trug er in dieser Spielzeit wesentlich zum Meistertitel Dinamos bei.
Am 14. August 2020 wechselte er zum griechischen Erstligisten PAOK Thessaloniki, wo er einen Vierjahresvertrag unterzeichnete. Sein Debüt gab er am 18. September 2020 (2. Spieltag) beim 1:1-Unentschieden gegen Atromitos Athen, als er in der 81. Spielminute für Anderson Esiti eingewechselt wurde. Sein erstes Tor gelang ihm am 1. November (7. Spieltag) beim 3:1-Auswärtssieg gegen Panetolikos.

### Nationalmannschaft
Zwischen Oktober 2014 und März 2016 absolvierte Ninua zehn Länderspiele für die georgische U17-Nationalmannschaft, in denen er drei Tore erzielte. Im Jahr 2017 kam er zu vier Einsätzen in der U19, in denen ihm ein Tor gelang. Seit September 2018 ist er für die U21 aktiv.

## Erfolge
Dinamo Tiflis
- Georgischer Meister: 2019
- Georgischer Supercupsieger: 2020